# 蕭子響
蕭 子響（しょう しきょう、泰始5年（469年）- 永明8年8月27日（490年9月26日））は、南朝斉の皇族。巴東王、魚復侯。武帝蕭賾の四男。字は雲音。

## 経歴
蕭賾と張淑妃のあいだの子として生まれた。豫章王蕭嶷に子がなかったため、子響は蕭嶷の養子となった。後に蕭嶷に実子が生まれたが、嫡子としてとどめられた。武帝が即位すると、輔国将軍・南彭城臨淮二郡太守となった。子響は膂力にすぐれ、4斛の弓を引いた。たびたび竹樹の下を駆け回って、怪我ひとつ負うことがなかった。車服の制は諸王に劣っていたため、入朝するたびに怒って、拳で車壁を撃った。武帝はこれを知って、車服を皇子たちと同じにさせた。
永明3年（485年）、右衛将軍に転じた。使持節・都督豫州郢州之西陽司州之汝南二郡諸軍事・冠軍将軍・豫州刺史として出向した。永明4年（486年）、右将軍に進んだ。都督南豫州之歴陽淮南潁川汝陽四郡諸軍事を加えられた。入朝して散騎常侍・右衛将軍となった。永明6年（488年）3月、巴東郡王に封じられた。永明7年（489年）2月、中護軍に転じた。3月、江州刺史として出向した。12月、使持節・都督荊湘雍梁寧南北秦七州諸軍事・鎮軍将軍・荊州刺史に転じた。
子響はひそかに錦袍を作らせ、少数民族と武器を交易していた。永明8年（490年）、長史の劉寅らが連名で密告したため、武帝は調査させるために使者を送った。子響が劉寅・江悆らを殺したため、武帝は胡諧之・尹略・茹法亮らに武装兵数百人を与えて江陵に向かわせた。胡諧之らは江津に到着すると、燕尾洲に築城した。子響は下手に出て官軍を供応しようとしたが、胡諧之らはこれを疑って子響の官吏を捕らえた。子響は2000人を率いて霊渓から西に渡河し、官軍と長江南岸で対陣した。翌日に決戦して官軍を撃破し、尹略を戦死させた。胡諧之らは敗軍を率いて撤退した。武帝が丹陽尹の蕭順之を向かわせると、子響の部下たちは恐れて逃散した。子響は白服で降り、死を賜った。享年は22。追って蛸氏の姓を与えられ、爵位は魚復侯に降格された。

## 伝記資料
- 『南斉書』巻40 列伝第21
- 『南史』巻44 列伝第34